# Crassula moschata
Crassula moschata là một loài thực vật có hoa trong họ Crassulaceae. Loài này được G.Forst. miêu tả khoa học đầu tiên năm 1789.